# Stâlpu
Stâlpu is een Roemeense gemeente in het district Buzău.
Stâlpu telt 3092 inwoners.